# Ignacy Sapieha
Pour les articles homonymes, voir Sapieha.
Ignacy Józef Piotr Sapieha (né vers 1721 – mort le 15 avril 1758 à Roujany), membre de la noble famille Sapieha, voïvode de Mstsislaw

## Biographie
Ignacy Piotr Sapieha est le fils de Władysław Jozafat Sapieha (pl).
En 1748, il reçoit l'ordre de l'Aigle blanc. En 1750, il est nommé voïvode de Mstsislaw.

## Mariage et descendance
Il épouse Ana Krasicka qui lui donne pour enfants:
- Jan Sapieha (1732-1757), général major de l'armée de la Couronne,
- Józef Sapieha (1737-1792), maître d'hôtel de Lituanie, Regimentarz de Lituanie, membre de la Confédération de Bar
- Franciszek Ksawery Sapieha (? - 1808), voïvode de Smolensk, membre de la Confédération de Targowica.
- Kajetan Michał Sapieha, membre de la Confédération de Bar

## Sources
- Notices d'autorité :   - VIAF
  - Pologne

- (pl) Cet article est partiellement ou en totalité issu de l’article de Wikipédia en polonais intitulé « Ignacy Piotr Sapieha » (voir la liste des auteurs).